# Microrégion de la Montanha
La microrégion de la Montanha est l'une des trois microrégions qui subdivisent le littoral nord de l'État de l'Espírito Santo au Brésil.
Elle comporte 4 municipalités qui regroupaient 62 678 habitants en 2006 pour une superficie totale de 2 968 km2.

## Municipalités[1]
- Montanha
- Mucurici
- Pinheiros
- Ponto Belo